# Алькантара, Виктор
Виктор Альфонсо Алькантара (исп. Victor Alfonso Alcántara, 3 апреля 1993, Санто-Доминго) — доминиканский бейсболист, питчер клуба МЛБ «Детройт Тайгерс».

## Карьера
В мае 2012 года Алькантара в статусе международного свободного агента подписал контракт с «Лос-Анджелес Энджелс» после чего начал выступления в фарм-системе клуба. В 2013 году он выступал в составе Орем Оулз в лиге новичков, став лучшим в команде по числу сделанных страйкаутов. Весной 2014 года Алькантара занимал семнадцатое место в рейтинге перспективных игроков системы «Энджелс». Следующий сезон Виктор отыграл за «Берлингтон Бис» в A-лиге и получил приглашение на Матч всех звёзд будущего. После окончания чемпионата 2016 года его обменяли в «Детройт Тайгерс» на аутфилдера Кэмерона Мэйбина.
2017 год Виктор провёл в командах AA и AAA-лиги, а также дебютировал в МЛБ, сыграв в основном составе «Тайгерс» семь иннингов. Следующий сезон он начал в составе Толидо Мад Хенс, одержав пять побед при двух поражениях с пропускаемостью 2,81. В июле Алькантара был снова переведён в основной состав Детройта и до конца чемпионата сыграл в 30 иннингах в качестве реливера. Завершив год с очень хорошим показателем числа допущенных уоков за девять иннингов (BB/9 1,80), он закрепился в составе клуба.